# ماثيو هنري باركر
ماثيو هنري باركر (بالإنجليزية: Matthew Henry Barker)‏ (1790، دتفورد في المملكة المتحدة - 29 يونيو 1846، لندن في المملكة المتحدة)؛ كاتِب ومؤلِّف وروائي بريطاني.